# Florian Fischer (Musiker)
Florian Fischer (* 13. Oktober 1974 in Deutschland) ist ein deutscher Sänger, Songwriter und Musikmanager.

## Leben und Werk
Fischer gründete 1996 mit Adel Tawil und drei weiteren Künstlern die Boygroup The Boyz, die sich 2000 auflöste. Er war in der Gruppe ein Gesangsmitglied. In der Folgezeit war Fischer weiterhin musikalisch tätig, allerdings vorwiegend als Songwriter.
Neben seiner Tätigkeit als Musiker ist er Manager und Produzent unter anderem für Ich + Ich und Sarah Connor, mit der er verheiratet ist und zwei Kinder hat. Connor lernte Fischer im Jahr 2002 kennen. Für die Zusammenarbeit mit dem Duo Ich + Ich erhielt er 2010 einen Echo als Teil des „Produzententeam des Jahres“.
Die frühere Schauspielerin Annika Murjahn ist Fischers Cousine.
Im April 2010 wurde bekannt, dass er und Sarah Connor ein Paar seien. 2011 kam ihr erstes und Connors drittes Kind, eine Tochter, zur Welt. 2017 wurde ein weiteres Kind, ein Sohn, geboren. Im selben Jahr heirateten Connor und Fischer.